# Regne d'Armènia Occidental (386-391)
El regne d'Armènia Occidental (386-391) fou un efímer regne que va existir un màxim de cinc anys, format per la part occidental d'Armènia.
A la mort (gairebé simultània) del co-rei Valarxak (Valarsaces) i del regent Manuel Mamiconi el 386, el co-rei Àrsaces III d'Armènia va reunir tot el regne sota la seva autoritat, però els nakharark (senyors) es van començar a separar del rei i es van aliar amb Pèrsia. El rei Shapur III de Pèrsia va enviar un exèrcit a Armènia, que amb el suport de molts nakharark va establir com a nou rei a la part oriental del país (a l'Airarat) a Khosrov IV de la casa arsàcida, que fou reconegut a la Gran Armènia (major o oriental) mentre Àrsaces es va haver de refugiar a la part occidental i només va conservar (i sota protectorat romà, abril del 387) la Petita Armènia o Occidental, probablement després de ser derrotat a una batalla a la vora del llac Sevan.
Els romans van enviar tropes per protegir Àrsaces, i finalment es va produir un repartiment de fet entre les dues parts d'Armènia, una a l'oest sota influència de l'Imperi Romà d'Orient i un altre sota influència de Pèrsia (en data incerta entre 387 i 390). La frontera entre ambdues parts d'Armènia restarà estable durant uns dos-cents anys i passava per l'est de Karin (Erzurum) i a l'est de Martiròpolis (Mayyafariquin). Quedaren sota influència romana la Derzene, la Keltzene, l'Acisilene, la Khorzene, el Daranaliq, la Balabitene, l'Astianene, la Sofene, l'Anzitene i la Sofanene; a la resta se la va conèixer com a Persarmènia.
Aršak III, sense el suport efectiu de Roma després del pacte d'aquesta amb els perses, es va sostenir a Erzindjan i va intentar oposar-se a Khosrov IV, el rei de la Persarmènia, ocupant Vanand (probablement el 390 o poc abans, algunes font donen el 389) però fou derrotat per Isaac Bagratuní i va haver de fugir i va morir d'esgotament en arribar a Erzindjan (391). El país armeni occidental, ja sense rei, fou annexionat plenament a l'Imperi Romà d'Orient i l'administració confiada a un comte (més tard un dux), amb un consell de nakharark presidit per Gazavon de Shirak, quedant abolit el regne.